# Tour Magne

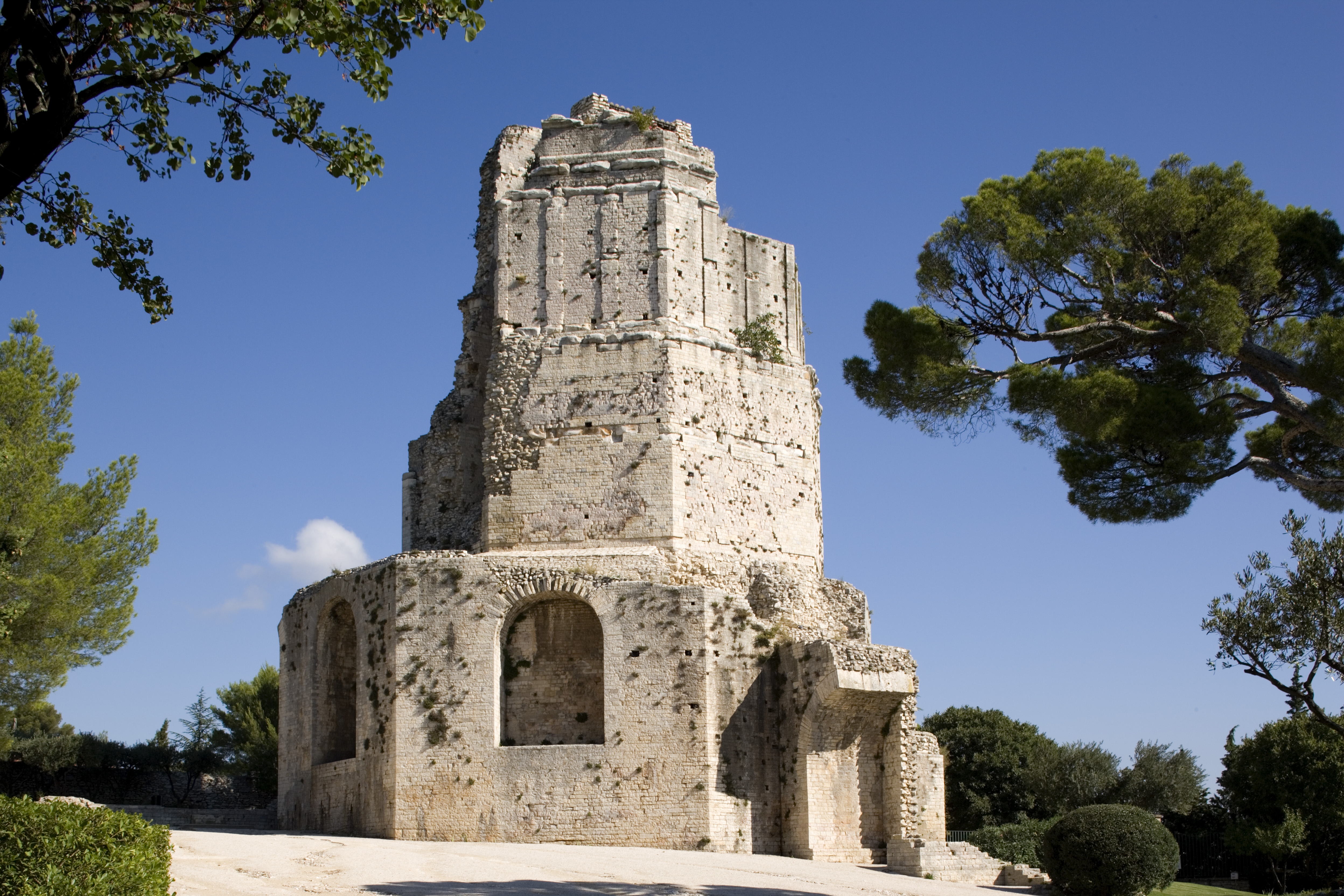
Tour Magne

Tour Magne is een toren in de Franse stad Nîmes, gelegen in het departement Gard. De toren dateert van de eerste eeuw voor Christus en is het enige overgebleven deel van de Romeinse verdedigingswal rond de stad Nîmes, destijds Nemausus geheten.

## Geschiedenis
De Tour Magne is een toren van Keltische origine. De oorspronkelijke functie van de - aanvankelijk 18 meter hoge - toren is onduidelijk. Toen Keizer Augustus in 16 v. Chr. een stadsmuur liet bouwen, werden diverse bestaande bouwwerken in de nieuwe muur opgenomen, waaronder de Tour Magne. Hierbij werd de toren in hoogte verdubbeld.
Na de Romeinse tijd heeft de toren zijn militaire functie behouden, zoals in de Honderdjarige Oorlog om de stad te beschermen tegen de Engelsen.
In 1832 werd het interieur gerestaureerd waardoor de toren te bezoeken is. De toren telt 140 treden.